# تود هيندريكس
تود هيندريكس (بالإنجليزية: Todd Hendricks)‏ هو لاعب كرة قدم أمريكية أمريكي، ولد في 13 أغسطس 1968.